# Smashburger
Smashburger és un restaurant de menjar ràpid d'hamburgueses nord-americà, fundat a Denver, Colorado. A partir de febrer de 2018, compta amb més de 370 restaurants corporatius i de franquícia a 37 estats del país ia 9 països.
Fundat el 2007 pels veterans de la indústria dels restaurants, Rick Schaden i Tom Ryan, la cadena serveix hamburgueses ''rotas'', usant un procés especialitzat per cuinar-les en una planxa de cuina a foc alt. El xef Schaden, que detestava les hamburgueses poc fetes, va decidir inventar aquesta tècnica amb què s'assegurava que la carn quedava sucosa però ben feta. Aquesta tècnica els rosteix a fons, i bloqueja la presència de greixos i sucs a la carn. Aquesta tècnica es completa amb una sèrie de diversos tipus d'ingredients que poden ser personalitzats. A més a més, a la cadena també s'ofereixen hamburgueses úniques a cada ciutat on tenen els seus restaurants. El menú també inclou pollastre, gall dindi i sandvitxos de xampinyons, així com patates fregides, batates fregides, cogombres fregits i altres productes.

## Història

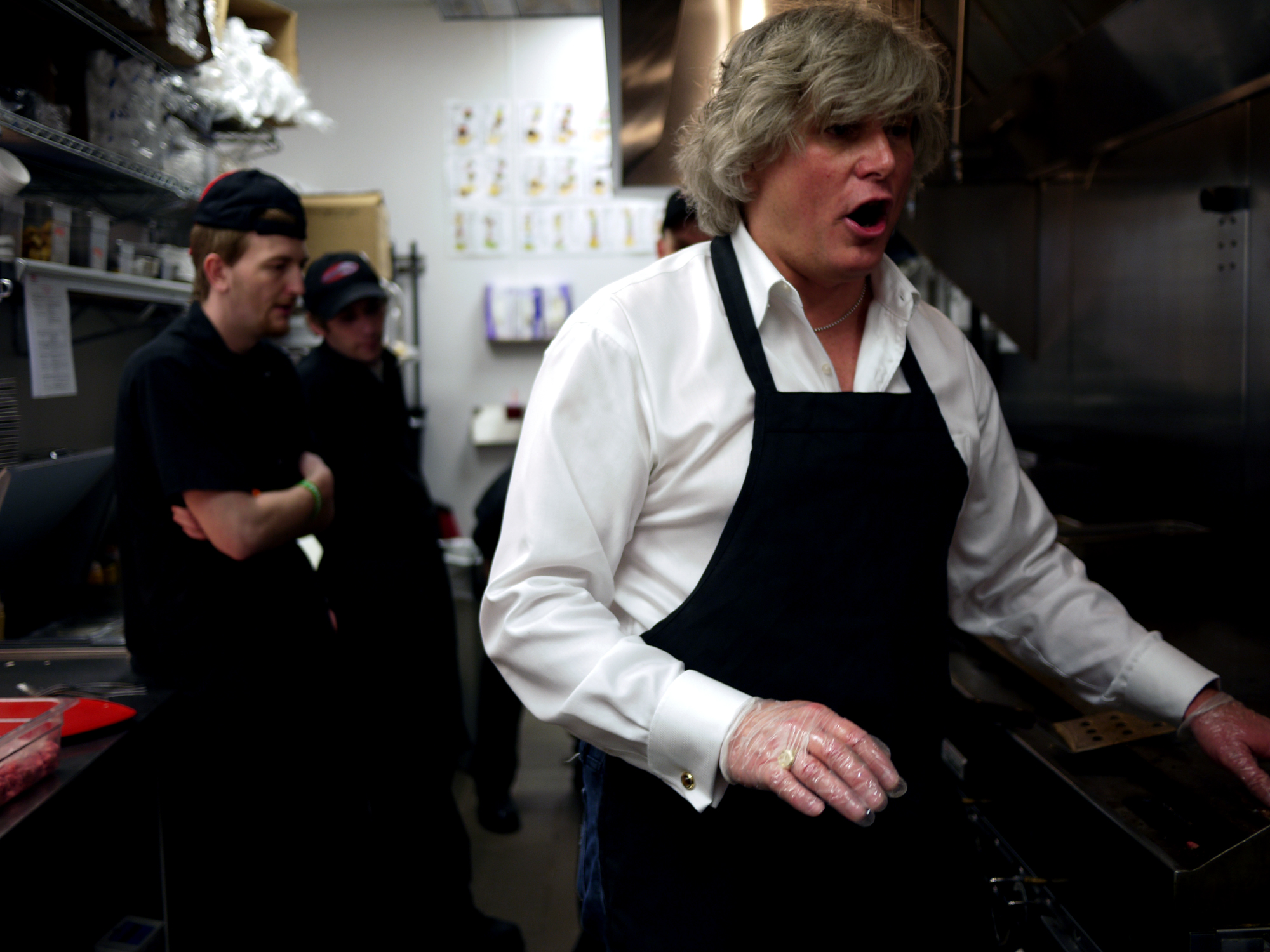
Tom Ryan, cofundador de Smashburger, a la cuina d'un dels seus restaurants a Cincinnati, 2013.

### Creació
Smashburger va ser fundada el 2007 per veterans de la indústria de menjar ràpid. Tom Ryan havia ajudat prèviament per desenvolupar el concepte de pizza amb escorça farcida per a Pizza Hut i més tard va exercir com a cap de concepte a McDonald's, i David Prokupek era un ex-propietari de Quiznos . Tots dos es van llançar sota la signatura de l'empresa privada Consumer Capital Partners. El restaurant va ser concebut per destacar al gran mercat de les hamburgueses, sent part d'una onada de restaurants que oferien la ''millor hamburguesa'', incloent Shake Shack, el qual utilitzava tècniques similars. La cadena es diu Smashburger, on Ryan va declarar després, que li van posar aquest nom perquè aquell nom "tenia aquesta connotació realment genial sobre l'elaboració manual dels nostres aliments, la qual fem amb molta devoció. També perquè tenia aquest enfocament orgànic, terrenal, comunament popular, i tenia una mica d'inquietud envers les persones més joves i generacionals”. Ryan té experiències a les ciències alimentàries, i ha estudiat extensament sobre tècniques culinàries.
Amb un capital de $15 milions de dòlars, tots dos empresaris van comprar l'Icon Burger, un restaurant de Denver, per experimentar amb tècniques de cuina i administració per a un restaurant d'hamburgueses d'alta gamma. Posteriorment van estar 6 mesos desenvolupant un eficient i ràpid "motor de cuina", dissenyant la cuina del restaurant per tenir superfícies modulars, i amb una planxa central que allotja una àrea refrigerada sota on s'emmagatzemen les mandonguilles. Això permet que el cuiner de les hamburgueses se subministri adequadament, sense necessitat d'allunyar-se de la planxa. El concepte de cuina va ser posteriorment adaptat i estandarditzat per a cada seu de Smashburger. La tècnica de ''aixafament'' que és característica del restaurant, s'aconsegueix amb un tallador i mitjançant tècniques especials, que també permeten entrenar nous cuiners de forma ràpida, i obrir noves dependències sense haver de redissenyar el procés de fons. Ells fan ús de planxes de cuina i han rebutjat els pollastres rostits o les graelles de barbacoa, i els fundadors van fer una prova cega de 300 tipus de carn de res, incloent varietats de Wagyu i bou de Kobe per a les hamburgueses, abans de decidir-se amb carn picada de cap de bestiar d'Angus. Els fundadors van reduir sistemàticament les opcions fins que només en van quedar quatre, i es van adonar que totes eren carn de cap de bestiar Angus, proporcionada per diferents distribuïdors.

### Creixement

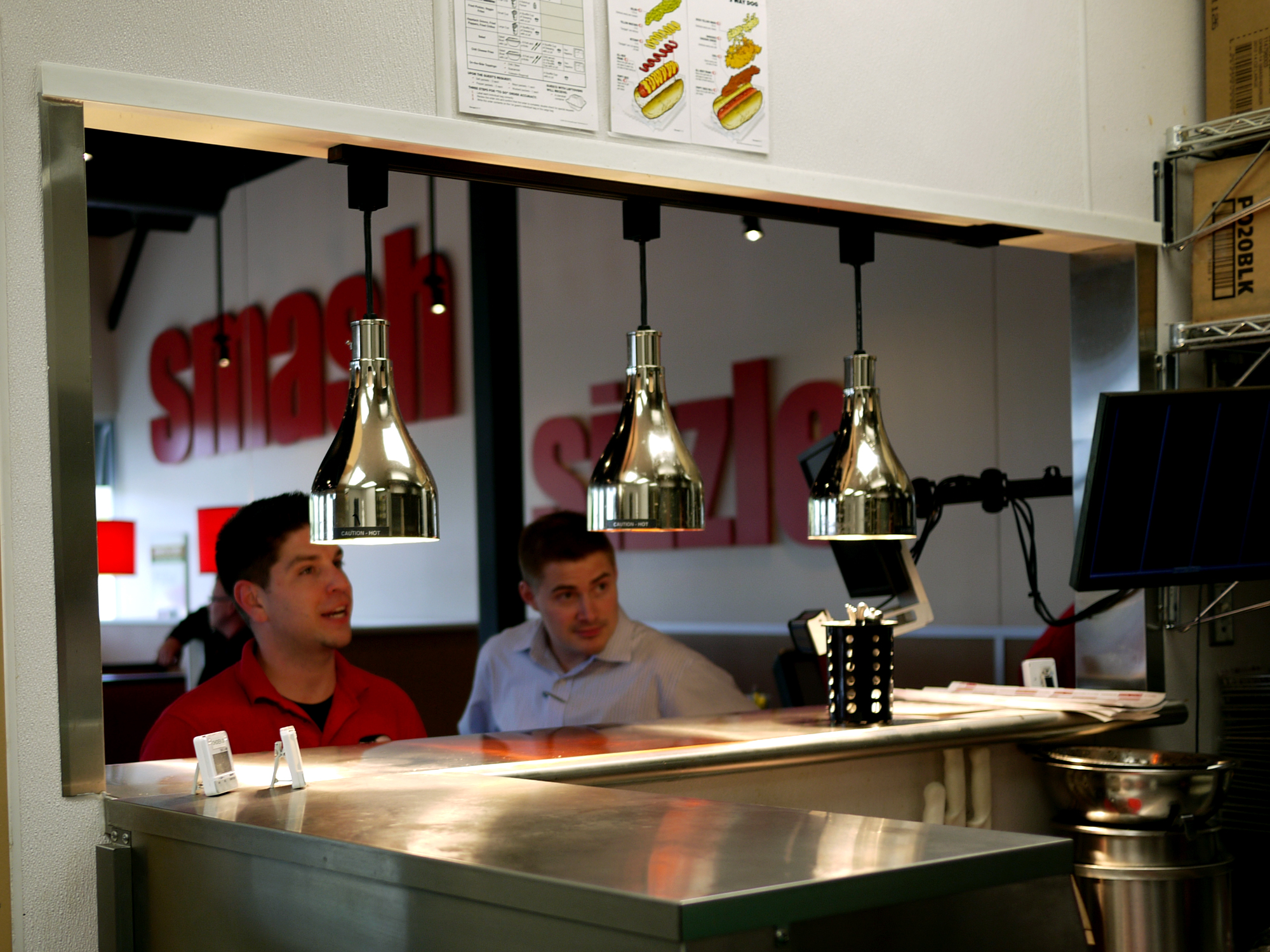
Interior de la cuina d´un restaurant Smashburger.

Amb Prokupek com a director executiu i Ryan al capdavant del desenvolupament del menú, el restaurant va ser desenvolupat amb una ràpida escalabilitat en ment. El primer restaurant de Smashburger va ser inaugurat a Denver al juny de 2007, i posteriorment la cadena es va expandir cap a Houston, i després cap a Minneapolis, àrees on Ryan i altres directius fundadors estaven familiaritzats amb el mercat local de béns arrels.
El màrqueting per a la cadena es va basar en la personalització del menú, la frescor dels ingredients, i les característiques que donin al restaurant un toc local. El primer màrqueting de la cadena va girar al voltant de l'eslògan "Smash, sizzle, savor" . El 2011, quan el negoci creixia a un constant ritme, va canviar el seu eslògan a "Smashed Fresh. Served Delicious" . El restaurant va identificar 14 arquetips distintius de clients que cal seguir en funció dels seus nivells d'ingressos, geografia, educació i estil de vida. Si bé es va basar inicialment en gran part de les xarxes socials per construir la seva marca, la companyia va començar a publicitar per ràdio i televisió el 2013, amb Definite Productions, amb seu a Denver, com a gerent de màrqueting. Posteriorment van contractar un dels executius d'aquesta companyia com a cap de màrqueting.

### Adquisició per Jollibee
Després del seu meteòric creixement, Smashburger va ser per al 2013, una proposta atractiva per a una oferta pública de venda. Aquell any, va obtenir un crèdit de $35 milions de dòlars per part de Golub Capital. Aquest capital, a més dels ingressos generats per operacions comercials, donarien suport a una expansió 2 o 3 anys per part de la companyia. Tot i això, el seu director executiu va dir que la conversió de Smashburger a una companyia pública era una possibilitat per a la companyia en un període de llarg termini. El 2015, el director executiu de Smashburger Scott Crane, va suggerir novament que la companyia podria preparar-se per a la seva pròpia oferta pública de venda en algun moment, dient que fins aquell moment havia crescut entre un 20% i 25%, i que estaven obrint entre 60 i 80 restaurants cada any.
L'octubre del 2015, l'operadora de serveis de menjar ràpid Jollibee Foods Corporation amb seu a les Filipines, va anunciar que havia adquirit el 40% de Smashburger per $100 milions de dòlars, en un acord que va donar al restaurant un valor empresarial de $335 milions. El director executiu va afirmar que la decisió de la venda donaria pas a un creixement més estable a llarg termini, en comptes de confiar en el mercat de valors, el qual resulta ser impredictible. Posteriorment, Smashburger va començar a fer publicitat addicional, va renegociar l'arrendament de diversos dels seus restaurants i va llançar una plataforma de targeta de fidelització basada en subscripcions anomenades Smash Pass, per tal d'augmentar el trànsit de clients. La cadena també va incorporar l'Apple Pay, a més de presentar ofertes especials com un passi que permet als clients comprar una hamburguesa de $1 dòlar per dia durant un període de 54 dies, en un intent de generar lleialtat entre la seva clientela. També van introduir nous elements al menú, com hamburgueses de gall dindi, tater tots i un "triple doble", encara que aquest últim va generar una demanda per infracció de copyright, per part d'In-N-Out Burger.

## Restaurants

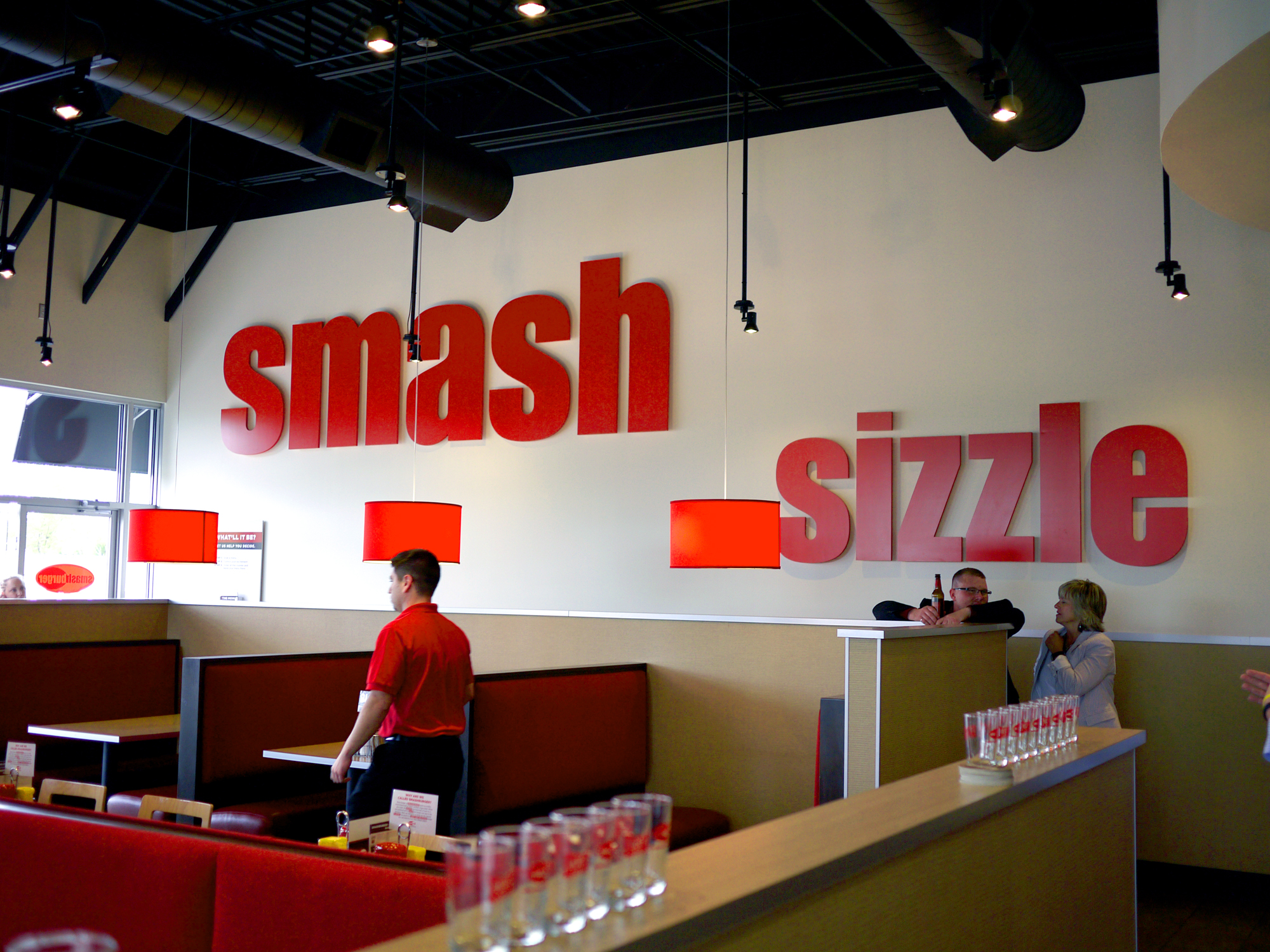
Un Smashburger a Cincinnati, Ohio

Smashburger fa ús d'estudis de mercat per saber on obrir nous restaurants, i això ha afavorit a l'obertura de noves dependències, prop de diversos campus de les principals universitats dels Estats Units, de vegades obrint botigues directament al campus que són administrades per companyies concessionàries com Compass Group i Aramark.
També ha buscat obrir dependències a casinos, especialment els que s'ubiquen a Las Vegas i a Oklahoma. obrint dependències en aeroports d'alt trànsit, en associació amb HMSHost. Un típic restaurant Smashburger té ingressos de 3 000 i 5 000 dòlars durant un moment de menjar, però els restaurants més grans generen entre $3 a $5 milions de dòlars anuals en vendes.

### Premis
Smashburger va ser catalogada com la ''Companyia més Prometedora dels Estats Units'' el 2011, per la revista Forbes. El 2014, va aparèixer novament en aquesta categoria, posicionant-se al 6è lloc. El 2017, la cadena va ser nomenada com el restaurant d'hamburgueses més popular dels Estats Units, després de l'enquesta anual EquiTrend, realitzada per The Harris Poll. Crane va ser nomenat com un dels ''10 Executius a Veure'' per Nation's Restaurant News, durant el seu període d'administració a la companyia.

## Menú

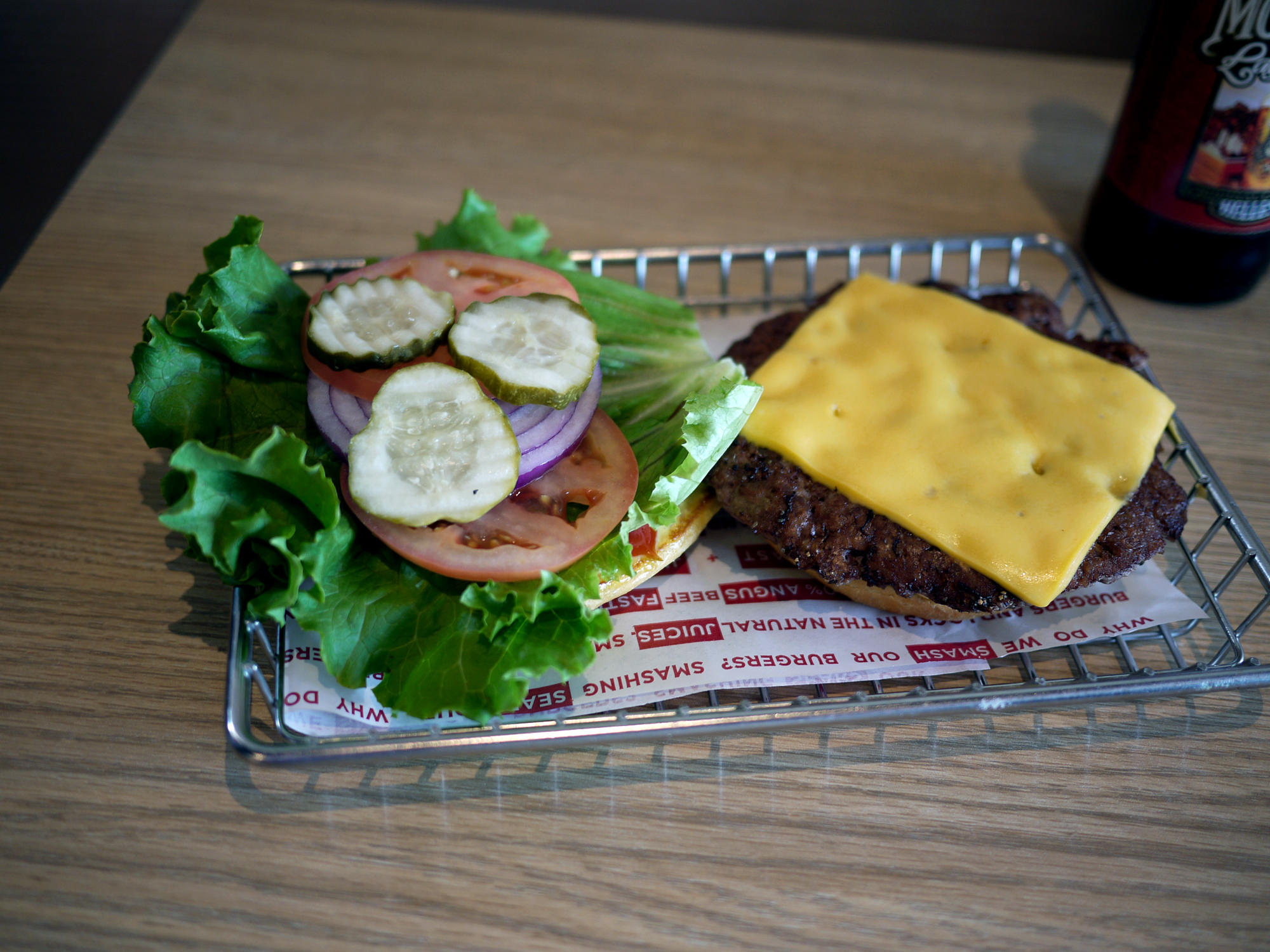
Un Smashburger amb ingredients estàndard.

El menú del restaurant s'enfoca especialment en hamburgueses, sandvitxos de pollastre, hamburgueses de fesols negres i amanida, juntament amb una varietat d'ingredients i opcions que es poden personalitzar al gust del client. La companyia també ofereix menjars per acompanyar, com papes fregides, batates fregides, cabolles fregides, i cogombres fregits, i " papes fregides '' cobertes amb oli d'olivera i romaní. Molts dels sadwiches estan coberts amb una ''salsa smash'', feta amb maionesa, mostassa, cogombres i suc de llimona. Les principals postres de Smashburger és un batut fet amb gelat de la marca Häagen-Dazs. Per cada 100 hamburgueses, es venen al voltant de 20 batuts.
La cadena va experimentar durant un temps amb un menú d'esmorzar, però va trobar que no era rendible, representant el 10% dels ingressos, però alhora representava el 30% de les despeses. Algunes de les dependències especialitzades, com les dels casinos, continuen oferint menús d'esmorzar. Smashburger també va intentar un sistema perquè els clients omplissin les cartes de menú mentre esperaven el seu ordre, però tampoc no va poder ser viable.

### Tècnica de l'hamburguesa

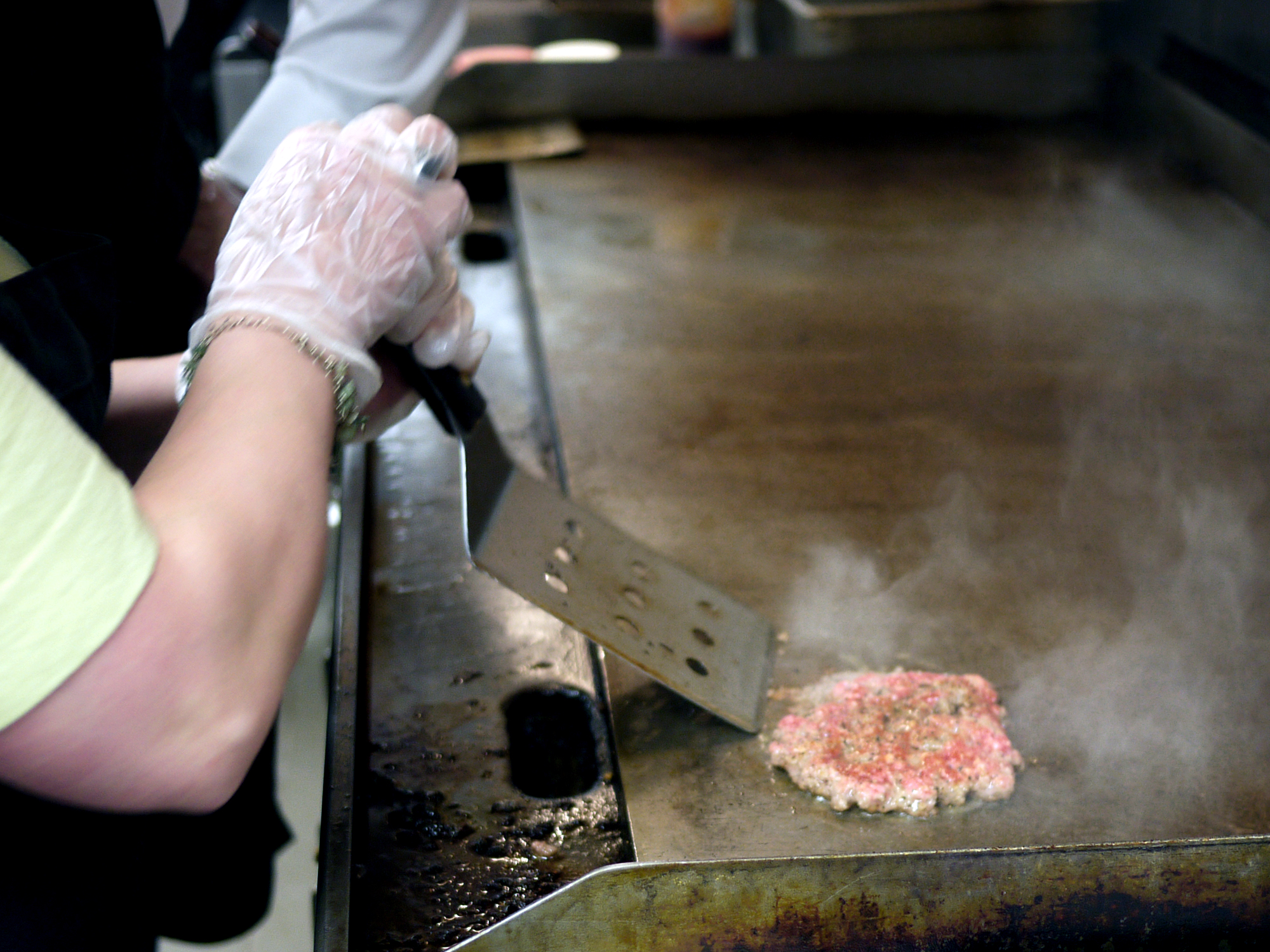
Un empleat "trenca" una hamburguesa a la cuina d'un Smashburger.

Les hamburgueses del restaurant es creen usant filets de carn trinxada de res Aberdeen angus, i tallada a fines rodanxes. En general, els restaurants de menjar ràpid usen típicament carn trinxada per realitzar les seves hamburgueses. També comercialitza la seva carn com a fresca, mai congelada i la vedella es transporta en porcions de 10 lliures (4.5 kg ) des dels llocs de distribució fins als restaurants cada matí. Allà, els empleats divideixen la carn en lleugeres mandonguilles a mà. La mandonguilla d'hamburguesa posseeix un sabor similar al brou i també se li assaona amb una barreja patentada per la companyia, que inclou sal kosher, pebre negre, i all, previ a ser cuinat. Mentrestant, els panets de l'hamburguesa es preparen en una torradora de compressió i se'l roda en mantega, afí que no s'humitegin quan se'l col·loqui l'hamburguesa.

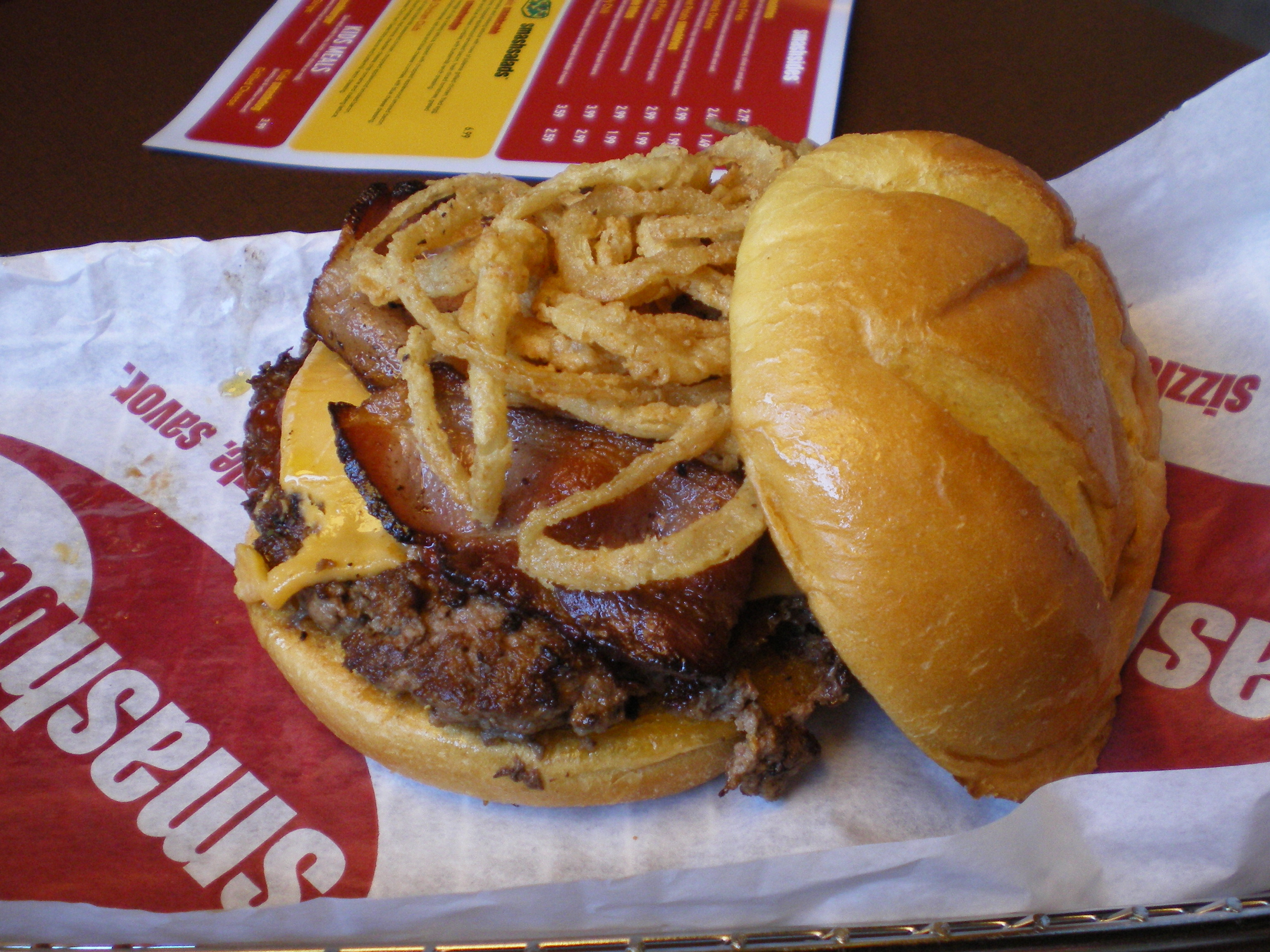
Hamburguesa amb formatge cheddar, cansalada, salsa BBQ i ceba fregida a la part superior, un altre element del menú principal.

Les hamburgueses són produïdes en format fet a comanda, la tècnica característica del ''aixafament'' de la Smashburger, és col·locar la mandonguilla en una planxa escalfada a 385 °F (196 °C) i aixafar-la durament amb una eina especial durant 10 segons, fins que quedi totalment plana. Generalment les hamburgueses no es tornen a pressionar després que es comencen a cuinar, ja que una vegada que l'hamburguesa s'escalfa fins a cert punt, el greix comença a fondre's, però si se segueix pressionant, s'esprémer els sucs de la carn i farà que s'assequi. Aquesta tècnica caramel·litza la part inferior de l'hamburguesa que està sobre la planxa untada amb mantega i bloqueja els sucs a l'hamburguesa, evitant que aquesta surti i que marinin l'hamburguesa amb els seus sucs. La tècnica d' 'aixafament' també permet cuinar l'hamburguesa en només 3 minuts, sent més ràpid que una hamburguesa mitjana, que sol trigar 8 minuts és cuinar-se. Sota aquest ràpid sistema de cuina, fa passar els clients de forma més ràpida a les taules, en què aquesta arriba a rebre 3 grups diferents de clients en una hora, en lloc de 2 grups com sol ser comunament.

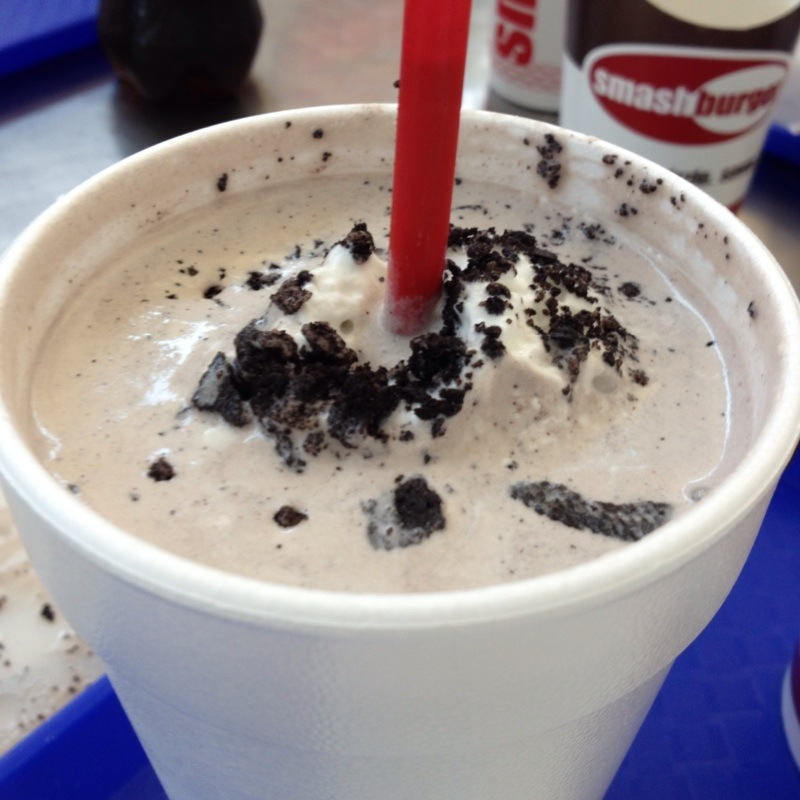
Galetes Oreo a Smashburger, amb gelat Häagen-Dazs.

### Begudes locals i ingredients principals
El 2012, la companyia va llançar un programa per associar-se amb cerveseries regionals, per tal que servissin cerveses pròpies de cada estat, juntament amb les seves hamburgueses. Aquest programa va ser promogut amb esdeveniments de degustació per blocaires i mitjans de comunicació locals. En aquest programa, cada hamburguesa al menú de Smashburger es combina amb una cervesa específica, que després es venen als restaurants en aquella àrea.
Posteriorment, Ryan va declarar que hi va haver un augment d'entre un 30% i 50% en la venda de cerveses a les seves dependències. Aproximadament 15-20 per cent de tots els ordres ara inclouen un ordre de cervesa. Entre les cerveseries que s'han associat amb Smashburger són Ellum Brewing Co a Dallas, Summit Brewing Co a Minneapolis, Sixpoint Brewery a Nova York, i Christian Moerlein Brewing Co